# Eleições autárquicas de 2021 em Odivelas
As eleições autárquicas de 2021 serviram para eleger os membros dos diferentes órgãos do poder local no concelho de Odivelas.
O Partido Socialista, que recandidatou Hugo Martins para a presidência da autarquia, voltou a vencer as eleições no concelho e assim mantendo a liderança que foi sempre socialista desde da sua criação em 1998. Os socialistas conseguiram um resultado semelhante ao de 2017, obtendo 44,8% e 6 vereadores.
O Partido Social Democrata, que se apresentou numa coligação com outros 6 partidos e apoiou Hugo Pina como candidato, ficou longe de ameaçar a vitória socialista ao obter 20% dos votos e 3 vereadores.
Por fim, a Coligação Democrática Unitária viu-se reduzido ao seu pior resultado de sempre ao obter 10,8% dos votos e 1 vereador, enquanto o Chega elegeu 1 vereador ao conseguir 8,7% dos votos.

## Candidatos
| Lista | Lista                          | Candidato                |
| ----- | ------------------------------ | ------------------------ |
|       | Partido Socialista             | Hugo Martins             |
|       | PSD-CDS-MPT-A-PDR-PPM-RIR      | Marco Pina               |
|       | Coligação Democrática Unitária | Fernando Painho Ferreira |
|       | Bloco de Esquerda              | Paulo Sousa              |
|       | Pessoas–Animais–Natureza       | Nelson Silva             |
|       | CHEGA                          | Nuno Beirão              |
|       | Iniciativa Liberal             | Filipe Sousa Martins     |

## Resultados Oficiais
Os resultados para os diferentes órgãos do poder local no concelho de Odivelas foram os seguintes:

### Câmara Municipal
| Partido                 | Partido                        | Votos   | %               | +/-  | Vereadores | +/-     |
| ----------------------- | ------------------------------ | ------- | --------------- | ---- | ---------- | ------- |
|                         | Partido Socialista             | 24 693  | 44,84 / 100,00  | 0,24 | 6 / 11     | Estável |
|                         | PSD-CDS-MPT-A-PDR-PPM-RIR      | 11 083  | 20,13 / 100,00  | 1,57 | 3 / 11     | Estável |
|                         | Coligação Democrática Unitária | 5 965   | 10,83 / 100,00  | 3,99 | 1 / 11     | 1       |
|                         | CHEGA                          | 4 795   | 8,71 / 100,00   | Novo | 1 / 11     | Novo    |
|                         | Bloco de Esquerda              | 2 605   | 4,73 / 100,00   | 1,35 | 0 / 11     | Estável |
|                         | Pessoas–Animais–Natureza       | 1 758   | 3,19 / 100,00   | 0,16 | 0 / 11     | Estável |
|                         | Iniciativa Liberal             | 1 684   | 3,06 / 100,00   | Novo | 0 / 11     | Novo    |
| Votos Inválidos         | Votos Inválidos                | 2 486   | 4,51 / 100,00   | 1,26 |            |         |
| Total                   | Total                          | 55 069  | 100,00 / 100,00 |      | 11 / 11    |         |
| Eleitorado/Participação | Eleitorado/Participação        | 126 833 | 43,42 / 100,00  | 3,25 |            |         |

### Assembleia Municipal
| Partido                 | Partido                        | Votos   | %               | +/-  | Deputados | +/-     |
| ----------------------- | ------------------------------ | ------- | --------------- | ---- | --------- | ------- |
|                         | Partido Socialista             | 23 115  | 41,98 / 100,00  | 0,40 | 15 / 33   | 1       |
|                         | PSD-CDS-MPT-A-PDR-PPM-RIR      | 10 639  | 19,32 / 100,00  | 1,93 | 7 / 33    | 1       |
|                         | Coligação Democrática Unitária | 6 419   | 11,66 / 100,00  | 4,08 | 4 / 33    | 2       |
|                         | CHEGA                          | 5 184   | 9,41 / 100,00   | Novo | 3 / 33    | Novo    |
|                         | Bloco de Esquerda              | 3 095   | 5,62 / 100,00   | 1,59 | 2 / 33    | Estável |
|                         | Pessoas–Animais–Natureza       | 2 067   | 3,75 / 100,00   | 0,25 | 1 / 33    | Estável |
|                         | Iniciativa Liberal             | 1 937   | 3,52 / 100,00   | Novo | 1 / 33    | Novo    |
| Votos Inválidos         | Votos Inválidos                | 2 610   | 4,74 / 100,00   | 1,26 |           |         |
| Total                   | Total                          | 55 066  | 100,00 / 100,00 |      | 33 / 33   |         |
| Eleitorado/Participação | Eleitorado/Participação        | 126 833 | 43,42 / 100,00  | 3,25 |           |         |

### Juntas de Freguesia
| Partido                 | Partido                        | Votos   | %               | +/-  | Presidentes | +/-     | Mandatos | +/-     |
| ----------------------- | ------------------------------ | ------- | --------------- | ---- | ----------- | ------- | -------- | ------- |
|                         | Partido Socialista             | 23 388  | 42,47 / 100,00  | 0,20 | 4 / 4       | Estável | 35 / 72  | 1       |
|                         | PSD-CDS-MPT-A-PDR-PPM-RIR      | 10 520  | 19,10 / 100,00  | 1,93 | 0 / 4       | Estável | 15 / 72  | 1       |
|                         | Coligação Democrática Unitária | 7 422   | 13,48 / 100,00  | 6,69 | 0 / 4       | Estável | 11 / 72  | 5       |
|                         | CHEGA                          | 4 985   | 9,05 / 100,00   | Novo | 0 / 4       | Novo    | 7 / 72   | Novo    |
|                         | Bloco de Esquerda              | 3 123   | 5,67 / 100,00   | 1,74 | 0 / 4       | Estável | 4 / 72   | Estável |
|                         | Iniciativa Liberal             | 1 998   | 3,63 / 100,00   | Novo | 0 / 4       | Novo    | 0 / 72   | Novo    |
|                         | Pessoas–Animais–Natureza       | 968     | 1,76 / 100,00   | -    | 0 / 4       | -       | 0 / 72   | -       |
| Votos Inválidos         | Votos Inválidos                | 2 666   | 4,84 / 100,00   | 1,43 |             |         |          |         |
| Total                   | Total                          | 55 070  | 100,00 / 100,00 |      | 4 / 4       |         | 72 / 72  |         |
| Eleitorado/Participação | Eleitorado/Participação        | 126 833 | 43,42 / 100,00  | 3,26 |             |         |          |         |

## Resultados por Freguesia

### Câmara Municipal
| Partido                              | %     | %                               | %     | %    | %    | %    | %    | Votantes |
| Partido                              | PS    | PSD- CDS- MPT- A- PDR- PPM- RIR | CDU   | CH   | BE   | PAN  | IL   | Votantes |
| ------------------------------------ | ----- | ------------------------------- | ----- | ---- | ---- | ---- | ---- | -------- |
| Partido                              |       |                                 |       |      |      |      |      | Votantes |
| Odivelas                             | 46,96 | 20,97                           | 9,27  | 7,82 | 4,66 | 3,09 | 3,26 | 22 065   |
| Pontinha e Famões                    | 41,38 | 21,45                           | 12,20 | 9,76 | 4,45 | 2,89 | 2,77 | 13 233   |
| Póvoa de Santo Adrião e Olival Basto | 49,34 | 16,47                           | 10,86 | 8,49 | 5,22 | 3,19 | 2,26 | 6 362    |
| Ramada e Caneças                     | 42,63 | 19,17                           | 12,04 | 9,23 | 4,89 | 3,66 | 3,39 | 13 409   |
| Odivelas                             | 44,84 | 20,13                           | 10,83 | 8,71 | 4,73 | 3,19 | 3,06 | 55 069   |

#### Odivelas
| Partido                 | Partido                        | Votos  | %               | +/-  |
| ----------------------- | ------------------------------ | ------ | --------------- | ---- |
|                         | Partido Socialista             | 10 362 | 46,96 / 100,00  | 0,52 |
|                         | PSD-CDS-MPT-A-PDR-PPM-RIR      | 4 626  | 20,97 / 100,00  | 1,37 |
|                         | Coligação Democrática Unitária | 2 046  | 9,27 / 100,00   | 3,16 |
|                         | CHEGA                          | 1 725  | 7,82 / 100,00   | Novo |
|                         | Bloco de Esquerda              | 1 028  | 4,66 / 100,00   | 1,42 |
|                         | Iniciativa Liberal             | 719    | 3,26 / 100,00   | Novo |
|                         | Pessoas–Animais–Natureza       | 681    | 3,09 / 100,00   | 0,30 |
| Votos Inválidos         | Votos Inválidos                | 878    | 3,98 / 100,00   | 1,53 |
| Total                   | Total                          | 22 065 | 100,00 / 100,00 |      |
| Eleitorado/Participação | Eleitorado/Participação        | 51 733 | 42,65 / 100,00  | 3,21 |

#### Pontinha e Famões
| Partido                 | Partido                        | Votos  | %               | +/-  |
| ----------------------- | ------------------------------ | ------ | --------------- | ---- |
|                         | Partido Socialista             | 5 476  | 41,38 / 100,00  | 0,37 |
|                         | PSD-CDS-MPT-A-PDR-PPM-RIR      | 2 839  | 21,45 / 100,00  | 0,52 |
|                         | Coligação Democrática Unitária | 1 614  | 12,20 / 100,00  | 6,68 |
|                         | CHEGA                          | 1 292  | 9,76 / 100,00   | Novo |
|                         | Bloco de Esquerda              | 589    | 4,45 / 100,00   | 1,31 |
|                         | Pessoas–Animais–Natureza       | 383    | 2,89 / 100,00   | 0,15 |
|                         | Iniciativa Liberal             | 367    | 2,77 / 100,00   | Novo |
| Votos Inválidos         | Votos Inválidos                | 673    | 5,08 / 100,00   | 1,32 |
| Total                   | Total                          | 13 323 | 100,00 / 100,00 |      |
| Eleitorado/Participação | Eleitorado/Participação        | 30 378 | 43,56 / 100,00  | 3,09 |

#### Póvoa de Santo Adrião e Olival Basto
| Partido                 | Partido                        | Votos  | %               | +/-  |
| ----------------------- | ------------------------------ | ------ | --------------- | ---- |
|                         | Partido Socialista             | 3 139  | 49,34 / 100,00  | 0,86 |
|                         | PSD-CDS-MPT-A-PDR-PPM-RIR      | 1 048  | 16,47 / 100,00  | 2,70 |
|                         | Coligação Democrática Unitária | 691    | 10,86 / 100,00  | 1,45 |
|                         | CHEGA                          | 540    | 8,49 / 100,00   | Novo |
|                         | Bloco de Esquerda              | 332    | 5,22 / 100,00   | 1,36 |
|                         | Pessoas–Animais–Natureza       | 203    | 3,19 / 100,00   | 0,15 |
|                         | Iniciativa Liberal             | 144    | 2,26 / 100,00   | Novo |
| Votos Inválidos         | Votos Inválidos                | 265    | 4,17 / 100,00   | 0,87 |
| Total                   | Total                          | 6 362  | 100,00 / 100,00 |      |
| Eleitorado/Participação | Eleitorado/Participação        | 16 258 | 39,13 / 100,00  | 4,41 |

#### Ramada e Caneças
| Partido                 | Partido                        | Votos  | %               | +/-  |
| ----------------------- | ------------------------------ | ------ | --------------- | ---- |
|                         | Partido Socialista             | 5 716  | 42,63 / 100,00  | 0,22 |
|                         | PSD-CDS-MPT-A-PDR-PPM-RIR      | 2 570  | 19,17 / 100,00  | 3,48 |
|                         | Coligação Democrática Unitária | 1 614  | 12,04 / 100,00  | 4,11 |
|                         | CHEGA                          | 1 238  | 9,23 / 100,00   | Novo |
|                         | Bloco de Esquerda              | 656    | 4,89 / 100,00   | 1,27 |
|                         | Pessoas–Animais–Natureza       | 491    | 3,66 / 100,00   | 0,08 |
|                         | Iniciativa Liberal             | 454    | 3,39 / 100,00   | Novo |
| Votos Inválidos         | Votos Inválidos                | 670    | 4,99 / 100,00   | 0,98 |
| Total                   | Total                          | 13 409 | 100,00 / 100,00 |      |
| Eleitorado/Participação | Eleitorado/Participação        | 28 464 | 47,11 / 100,00  | 2,94 |

### Assembleia Municipal
| Partido                              | %     | %                               | %     | %     | %    | %    | %    | Votantes |
| Partido                              | PS    | PSD- CDS- MPT- A- PDR- PPM- RIR | CDU   | CH    | BE   | PAN  | IL   | Votantes |
| ------------------------------------ | ----- | ------------------------------- | ----- | ----- | ---- | ---- | ---- | -------- |
| Partido                              |       |                                 |       |       |      |      |      | Votantes |
| Odivelas                             | 44,21 | 20,32                           | 9,73  | 8,46  | 5,65 | 3,63 | 3,78 | 22 065   |
| Pontinha e Famões                    | 39,61 | 20,10                           | 12,99 | 10,42 | 5,06 | 3,40 | 3,16 | 13 230   |
| Póvoa de Santo Adrião e Olival Basto | 45,88 | 16,38                           | 11,69 | 9,32  | 6,21 | 3,68 | 2,56 | 6 362    |
| Ramada e Caneças                     | 38,78 | 18,30                           | 13,50 | 10,03 | 5,84 | 4,33 | 3,89 | 13 409   |
| Odivelas                             | 41,98 | 19,32                           | 11,66 | 9,41  | 5,62 | 3,75 | 3,52 | 55 066   |

#### Odivelas
| Partido                 | Partido                        | Votos  | %               | +/-  |
| ----------------------- | ------------------------------ | ------ | --------------- | ---- |
|                         | Partido Socialista             | 9 755  | 44,21 / 100,00  | 0,61 |
|                         | PSD-CDS-MPT-A-PDR-PPM-RIR      | 4 484  | 20,32 / 100,00  | 1,70 |
|                         | Coligação Democrática Unitária | 2 146  | 9,73 / 100,00   | 3,37 |
|                         | CHEGA                          | 1 867  | 8,46 / 100,00   | Novo |
|                         | Bloco de Esquerda              | 1 247  | 5,65 / 100,00   | 1,66 |
|                         | Iniciativa Liberal             | 835    | 3,78 / 100,00   | Novo |
|                         | Pessoas–Animais–Natureza       | 802    | 3,63 / 100,00   | 0,56 |
| Votos Inválidos         | Votos Inválidos                | 929    | 4,21 / 100,00   | 1,41 |
| Total                   | Total                          | 22 065 | 100,00 / 100,00 |      |
| Eleitorado/Participação | Eleitorado/Participação        | 51 733 | 42,65 / 100,00  | 3,21 |

#### Pontinha e Famões
| Partido                 | Partido                        | Votos  | %               | +/-  |
| ----------------------- | ------------------------------ | ------ | --------------- | ---- |
|                         | Partido Socialista             | 5 241  | 39,61 / 100,00  | 0,31 |
|                         | PSD-CDS-MPT-A-PDR-PPM-RIR      | 2 659  | 20,10 / 100,00  | 0,09 |
|                         | Coligação Democrática Unitária | 1 719  | 12,99 / 100,00  | 6,71 |
|                         | CHEGA                          | 1 379  | 10,42 / 100,00  | Novo |
|                         | Bloco de Esquerda              | 670    | 5,06 / 100,00   | 1,53 |
|                         | Pessoas–Animais–Natureza       | 450    | 3,40 / 100,00   | 0,24 |
|                         | Iniciativa Liberal             | 418    | 3,16 / 100,00   | Novo |
| Votos Inválidos         | Votos Inválidos                | 694    | 5,24 / 100,00   | 1,71 |
| Total                   | Total                          | 13 230 | 100,00 / 100,00 |      |
| Eleitorado/Participação | Eleitorado/Participação        | 30 378 | 43,55 / 100,00  | 3,10 |

#### Póvoa de Santo Adrião e Olival Basto
| Partido                 | Partido                        | Votos  | %               | +/-  |
| ----------------------- | ------------------------------ | ------ | --------------- | ---- |
|                         | Partido Socialista             | 2 919  | 45,88 / 100,00  | 2,20 |
|                         | PSD-CDS-MPT-A-PDR-PPM-RIR      | 1 042  | 16,38 / 100,00  | 2,62 |
|                         | Coligação Democrática Unitária | 744    | 11,69 / 100,00  | 1,21 |
|                         | CHEGA                          | 593    | 9,32 / 100,00   | Novo |
|                         | Bloco de Esquerda              | 395    | 6,21 / 100,00   | 1,40 |
|                         | Pessoas–Animais–Natureza       | 234    | 3,68 / 100,00   | 0,29 |
|                         | Iniciativa Liberal             | 163    | 2,56 / 100,00   | Novo |
| Votos Inválidos         | Votos Inválidos                | 272    | 4,28 / 100,00   | 0,71 |
| Total                   | Total                          | 6 362  | 100,00 / 100,00 |      |
| Eleitorado/Participação | Eleitorado/Participação        | 16 258 | 39,13 / 100,00  | 4,41 |

#### Ramada e Caneças
| Partido                 | Partido                        | Votos  | %               | +/-  |
| ----------------------- | ------------------------------ | ------ | --------------- | ---- |
|                         | Partido Socialista             | 5 200  | 38,78 / 100,00  | 0,40 |
|                         | PSD-CDS-MPT-A-PDR-PPM-RIR      | 2 454  | 18,30 / 100,00  | 3,80 |
|                         | Coligação Democrática Unitária | 1 810  | 13,50 / 100,00  | 4,28 |
|                         | CHEGA                          | 1 345  | 10,03 / 100,00  | Novo |
|                         | Bloco de Esquerda              | 783    | 5,84 / 100,00   | 1,63 |
|                         | Pessoas–Animais–Natureza       | 581    | 4,33 / 100,00   | 0,17 |
|                         | Iniciativa Liberal             | 521    | 3,89 / 100,00   | Novo |
| Votos Inválidos         | Votos Inválidos                | 715    | 5,34 / 100,00   | 0,88 |
| Total                   | Total                          | 13 409 | 100,00 / 100,00 |      |
| Eleitorado/Participação | Eleitorado/Participação        | 28 464 | 47,11 / 100,00  | 2,91 |

### Juntas de Freguesia

#### Odivelas
| Partido                 | Partido                        | Votos  | %               | +/-  | Mandatos | +/-     |
| ----------------------- | ------------------------------ | ------ | --------------- | ---- | -------- | ------- |
|                         | Partido Socialista             | 10 208 | 46,26 / 100,00  | 1,51 | 11 / 21  | 1       |
|                         | PSD-CDS-MPT-A-PDR-PPM-RIR      | 4 507  | 20,42 / 100,00  | 1,57 | 5 / 21   | Estável |
|                         | Coligação Democrática Unitária | 2 267  | 10,27 / 100,00  | 3,34 | 2 / 19   | 1       |
|                         | CHEGA                          | 1 848  | 8,37 / 100,00   | Novo | 2 / 19   | Novo    |
|                         | Bloco de Esquerda              | 1 378  | 6,24 / 100,00   | 1,52 | 1 / 21   | Estável |
|                         | Iniciativa Liberal             | 889    | 4,03 / 100,00   | Novo | 0 / 21   | Novo    |
| Votos Inválidos         | Votos Inválidos                | 970    | 4,40 / 100,00   | 1,55 |          |         |
| Total                   | Total                          | 22 067 | 100,00 / 100,00 |      | 21 / 21  |         |
| Eleitorado/Participação | Eleitorado/Participação        | 51 733 | 42,66 / 100,00  | 3,21 |          |         |

#### Pontinha e Famões
| Partido                 | Partido                        | Votos  | %               | +/-  | Mandatos | +/-     |
| ----------------------- | ------------------------------ | ------ | --------------- | ---- | -------- | ------- |
|                         | Partido Socialista             | 5 251  | 39,68 / 100,00  | 1,13 | 9 / 19   | Estável |
|                         | PSD-CDS-MPT-A-PDR-PPM-RIR      | 2 506  | 18,94 / 100,00  | 0,34 | 4 / 19   | Estável |
|                         | Coligação Democrática Unitária | 1 963  | 14,84 / 100,00  | 9,74 | 3 / 19   | 2       |
|                         | CHEGA                          | 1 327  | 10,03 / 100,00  | Novo | 2 / 19   | Novo    |
|                         | Bloco de Esquerda              | 605    | 4,57 / 100,00   | 1,86 | 1 / 19   | Estável |
|                         | Iniciativa Liberal             | 444    | 3,36 / 100,00   | Novo | 0 / 19   | Novo    |
|                         | Pessoas–Animais–Natureza       | 438    | 3,31 / 100,00   | -    | 0 / 19   | -       |
| Votos Inválidos         | Votos Inválidos                | 698    | 5,28 / 100,00   | 1,40 |          |         |
| Total                   | Total                          | 13 232 | 100,00 / 100,00 |      | 19 / 19  |         |
| Eleitorado/Participação | Eleitorado/Participação        | 30 378 | 43,56 / 100,00  | 3,10 |          |         |

#### Póvoa de Santo Adrião e Olival Basto
| Partido                 | Partido                        | Votos  | %               | +/-  | Mandatos | +/-     |
| ----------------------- | ------------------------------ | ------ | --------------- | ---- | -------- | ------- |
|                         | Partido Socialista             | 2 940  | 46,21 / 100,00  | 3,53 | 7 / 13   | 1       |
|                         | PSD-CDS-MPT-A-PDR-PPM-RIR      | 1 123  | 17,65 / 100,00  | 0,91 | 2 / 13   | Estável |
|                         | Coligação Democrática Unitária | 843    | 13,25 / 100,00  | 2,93 | 2 / 13   | Estável |
|                         | CHEGA                          | 563    | 8,85 / 100,00   | Novo | 1 / 13   | Novo    |
|                         | Bloco de Esquerda              | 431    | 6,77 / 100,00   | 1,04 | 1 / 13   | Estável |
|                         | Iniciativa Liberal             | 175    | 2,75 / 100,00   | Novo | 0 / 13   | Novo    |
| Votos Inválidos         | Votos Inválidos                | 287    | 4,51 / 100,00   | 1,07 |          |         |
| Total                   | Total                          | 6 362  | 100,00 / 100,00 |      | 13 / 13  |         |
| Eleitorado/Participação | Eleitorado/Participação        | 16 258 | 39,13 / 100,00  | 4,41 |          |         |

#### Ramada e Caneças
| Partido                 | Partido                        | Votos  | %               | +/-   | Mandatos | +/-     |
| ----------------------- | ------------------------------ | ------ | --------------- | ----- | -------- | ------- |
|                         | Partido Socialista             | 4 989  | 37,21 / 100,00  | 2,79  | 8 / 19   | 1       |
|                         | PSD-CDS-MPT-A-PDR-PPM-RIR      | 2 384  | 17,78 / 100,00  | 4,58  | 4 / 19   | 1       |
|                         | Coligação Democrática Unitária | 2 349  | 17,52 / 100,00  | 11,54 | 4 / 19   | 2       |
|                         | CHEGA                          | 1 247  | 9,30 / 100,00   | Novo  | 2 / 19   | Novo    |
|                         | Bloco de Esquerda              | 709    | 5,29 / 100,00   | 2,30  | 1 / 19   | Estável |
|                         | Pessoas–Animais–Natureza       | 530    | 3,95 / 100,00   | -     | 0 / 19   | -       |
|                         | Iniciativa Liberal             | 490    | 3,65 / 100,00   | Novo  | 0 / 19   | Novo    |
| Votos Inválidos         | Votos Inválidos                | 711    | 5,30 / 100,00   | 1,28  |          |         |
| Total                   | Total                          | 13 409 | 100,00 / 100,00 |       | 19 / 19  |         |
| Eleitorado/Participação | Eleitorado/Participação        | 28 464 | 47,11 / 100,00  | 2,92  |          |         |

| Freguesia                            | 2017-2021 | 2017-2021          | 2017-2021      | 2021-2025 | 2021-2025          | 2021-2025      |
| ------------------------------------ | --------- | ------------------ | -------------- | --------- | ------------------ | -------------- |
| Odivelas                             |           | Partido Socialista | 47,77 / 100,00 |           | Partido Socialista | 46,26 / 100,00 |
| Pontinha e Famões                    |           | Partido Socialista | 38,55 / 100,00 |           | Partido Socialista | 39,68 / 100,00 |
| Póvoa de Santo Adrião e Olival Basto |           | Partido Socialista | 49,74 / 100,00 |           | Partido Socialista | 46,21 / 100,00 |
| Ramada e Caneças                     |           | Partido Socialista | 34,42 / 100,00 |           | Partido Socialista | 37,21 / 100,00 |